# Mintiu
Mintiu – wieś w Rumunii, w okręgu Bistrița-Năsăud, w gminie Nimigea. W 2011 roku liczyła 432 mieszkańców.